# 村治敏男
村治 敏男（むらじ としお、1891年（明治24年）11月30日 - 1969年（昭和44年）10月23日）は、大日本帝国陸軍軍人。最終階級は陸軍中将。

## 経歴
1891年（明治24年）に滋賀県で生まれた。陸軍士官学校第25期、陸軍大学校第34期卒業卒業。1937年（昭和12年）8月2日に陸軍歩兵大佐に進級し、8月7日に関東軍野戦鉄道参謀に着任。1938年（昭和13年）6月4日に関東軍野戦鉄道参謀長となり、7月15日に歩兵第22連隊長に就任した。
1939年（昭和14年）8月に陸軍少将進級と同時に第1鉄道輸送司令官に着任。1940年（昭和15年）6月26日に参謀本部附となり、12月2日に壱岐要塞司令官に就任した。1942年（昭和17年）6月に第2野戦鉄道司令官（北支那方面軍）に転じ、1944年（昭和19年）10月に陸軍中将に進級。1945年（昭和20年）1月20日に東部軍司令部附、2月1日に東部軍管区司令部附を経て、2月20日に大邱師管区司令官に着任。4月1日に大邱師管区司令官に親補された。
1948年（昭和23年）1月31日、公職追放仮指定を受けた。